# Makary (biskup Szubry)
Makary – duchowny Koptyjskiego Kościoła Ortodoksyjnego, od 2013 biskup Południowej Szubry.

## Życiorys
W 1997 złożył śluby zakonne w monasterze Rzymian. Święcenia kapłańskie przyjął 18 lipca 2004. Sakrę biskupią otrzymał 15 czerwca 2013.